# 메데시마촌
메데시마촌(愛島村)은 1889년부터 1955년까지 미야기현 나토리군에 있던 촌이다. 센다이 평야의 남서쪽에 위치한 농촌 마을로, 주변 촌과 합병되어 현재는 나토리시의 일부가 되었다.

## 개요
메데시마는 1889년 합병된 마을 이름에서 따온 합성 지명이다. 기타메촌(北目村)의 'め'와 시오테촌(塩手村)의 'で'로 'めで'라는 글자를 만들고, 여기에 메데할 메(愛)자를 붙인 뒤, 가사지마촌(笠島村)과 쇼도시마촌(小豆島村)에서 섬의 섬 자를 취했다.
나토리군 서부에 위치하며, 지형은 북쪽과 서쪽은 메데시마 구릉, 동쪽은 센다이 평야이다. 서쪽에서 동쪽으로 가와우치사와강이 흘러내린다.
1955년 합병 전까지는 농촌이었으며, 특산품으로 모소치쿠 대나무가 있어 다이쇼 시대부터 센다이 방면으로 출하되었다. 합병 후에는 센다이시의 교외로 주택지가 조성되었지만, 전체적으로 대나무 숲이 많은 농촌 지역으로 남아있다.

## 행정

### 역대촌장
| 대     | 이름         | 취임                       | 퇴임                       | 비고 |
| ------ | ------------ | -------------------------- | -------------------------- | ---- |
| 1〜2   | 大友貞吉     | 明治22年（1889年）4月22日  | 明治29年（1896年）4月19日  |      |
| 3      | 本郷弥兵衛   | 明治29年（1896年）5月22日  | 明治33年（1900年）4月30日  |      |
| 4〜5   | 斉藤太郎     | 明治34年（1901年）9月23日  | 明治40年（1907年）10月17日 |      |
| 6      | 大友周治     | 明治40年（1907年）10月30日 | 明治44年（1911年）10月29日 |      |
| 7      | 本郷源四郎   | 明治44年（1911年）11月4日  | 大正4年（1915年）11月3日   |      |
| 8〜11  | 本郷褜次郎   | 大正4年（1915年）11月5日   | 昭和4年（1929年）3月4日    |      |
| 12     | 檀崎源左ェ門 | 昭和4年（1929年）3月20日   | 昭和7年（1932年）6月12日   |      |
| 13〜14 | 猪股直蔵     | 昭和7年（1932年）6月28日   | 昭和13年（1938年）3月23日  |      |
| 15     | 大友周太郎   | 昭和13年（1938年）4月13日  | 昭和15年（1940年）12月12日 |      |
| 16     | 猪股直蔵     | 昭和16年（1946年）1月30日  | 昭和20年（1945年）1月20日  | 재임 |
| 17     | 山崎半十郎   | 昭和20年（1945年）1月31日  | 昭和22年（1947年）3月31日  |      |
| 18     | 佐々木善喜   | 昭和22年（1947年）4月6日   | 昭和26年（1951年）4月5日   |      |
| 19     | 田村顕晃     | 昭和26年（1951年）4月22日  | 昭和30年（1955年）3月31日  |      |

## 참고문헌
- 名取市史編纂委員会『名取市史』、宮城県名取市、1977年。